# David Svoboda
David Svoboda (* 19. března 1985 Praha) je český moderní pětibojař, olympijský vítěz z londýnských her 2012 a mistr Evropy pro rok 2010, člen ASC Dukla Praha.
Ve světovém žebříčku byl nejvýše klasifikován na 1. místě v roce 2011. Je držitelem světového rekordu v klasickém formátu moderního pětiboje ziskem 5 896 bodů, který dosáhl v roce 2008, a také v novém formátu 6040 bodů z roku 2011.
V současnosti je trenérem ASC Dukla. Společně s bratrem Tomášem vytvořili projekt pro sportovce – Kalokagathia Aliance, jehož je aktivním členem.
Dále úzce spolupracuje a dokončuje studium na Fakultě tělesné výchovy a sportu Univerzity Karlovy.
V roce 2023 se ministerstvo obrany v čele s ministryní Janou Černochovou distancovalo od jeho výroků poté, co v České televizi relativizoval a zpochybňoval zločiny páchané Ruskem v rámci agrese na Ukrajině. Vyjádřil také podporu účasti ruských a běloruských reprezentantů na olympiádě.

## Sportovní kariéra

### První medaile
První medaili vybojoval v roce 2005 na mistrovství světa jako člen bronzové české štafety. V roce 2006 se stal juniorským mistrem světa.
Na mistrovství světa 2007 skončil na osmém místě v individuálním závodu a na druhém v týmové soutěži. Byl vyhlášen pětibojařem roku 2007 a 2008.
Na mistrovství světa 2008 v Budapešti obsadil druhé místo.

### LOH 2008
Do Pekingu odjížděl s velkými ambicemi, jako vicemistr světa byl považován za kandidáta na medaili. Soutěž výborně začal, po úvodní střelbě vedl, po šermu a plavání sice klesl na druhé místo, ale medaile byla blízko. Veškeré naděje ovšem zhatil parkur. Vylosoval si desetiletého valacha Chun-chuna, náročného koně, kterého nedokázal zkrotit. Na deváté překážce jej kůň shodil, parkur zůstal nedokončen a proto si zapsal jen 184 bodů z 1200 možných. Místo olympijské medaile tak skončil na 29. místě.

### Olympijské mezidobí
V roce 2009 se stal opět vicemistrem světa mezi jednotlivci a získal zlato v závodě štafet, v anketě o nejlepšího pětibojaře roku obsadil druhé místo za Ondřejem Polívkou.
Dne 7. března 2010 vyhrál úvodní závod světového poháru v Playa del Carmen v Mexiku.
Dne 16. července 2010 se stal mistrem Evropy v moderním pětiboji.

### LOH 2012
V Londýně se stal 11. srpna 2012 olympijským vítězem. Soutěž výborně začal, vyhrál šermířskou část s bilancí 26 výher a 9 porážek. V plavání zaplaval 17. čas a klesl na druhé místo za Číňana Čung-žung Cchaa. V parkuru s koněm Fellow van T nasbíral 68 trestných bodů a vrátil se do vedení, když dosud vedoucí Číňan nasbíral trestných bodů 120. Do závěrečné kombinace střelby a běhu vybíhal Svoboda na 1. místě s jednosekundovým náskokem na Číňana. Dvojice se brzy utrhla ostatním závodníkům a bojovala o zlato. Po poslední (třetí) střelbě Svoboda jen mírně ztrácel, předvedl však dobrý finiš a nakonec vyhrál v novém olympijském rekordu 5928 bodů. Získal tak první českou zlatou olympijskou medaili v této disciplíně.

## Působení v Českém olympijském výboru

### Vyjádření k účasti ruských sportovců na OH 2024
Dne 29. března 2023 vyvolal rozhořčení a mediální bouři svými vyjádřeními v České televizi k tématu účasti ruských a běloruských sportovců na LOH 2024 v Paříži v souvislosti s ruskou agresí na Ukrajině. Do rozhovoru v pořadu Studio ČT24 byl pozván jako předseda Komise sportovců Českého olympijského výboru. V odpovědích zpochybnil ruské válečné zločiny na Ukrajině. Současně také hrubě dezinterpretoval anketu českých reprezentantů, v níž se z 208 dotázaných 49 % postavilo za absolutní zákaz startu ruských a běloruských sportovců a 31 % požadovalo alespoň podepsání prohlášení odsuzujícího ruskou invazi, což prezentoval jako „nejednoznačné a neutrální stanovisko“.
| „ | Může to být klidně mýlka. | “ |
| — David Svoboda v odpovědi na otázku „A (co) třeba rezoluce Valného shromáždění OSN, které velkou většinou odsuzuje Rusko jako agresora?“, Studio ČT24, 29. 3. 2023 |                           |   |

Jeho výroky kritizovala řáda osobností, například Dominik Hašek, který na Twitteru prohlásil, že Svoboda tím podpořil ruskou propagandu, zločiny včetně genocidy na ukrajinských dětech a musí za to nést následky.. Haškův reprezentační kolega Jiří Hrdina pětibojaři rovnou vzkázal, že má „jít odo ři..“. Vavřinec Hradilek a Lukáš Rohan, členové Komise sportovců ČOV se od jeho názorů distancovali a prohlásili, že Svobodův názor není stanoviskem komise. Jakub Podrazil ke kauze poznamenal: „Blbý je, že z nás olympioniků dělá úplný debily.“ Jiří X. Doležal pro něj ve Foru24 požadoval zbavení funkcí a uniformy a postavení před soud za zpochybňování genocidia podle § 405 Trestního zákoníku. Ke kritice se přidala dokonce ministryně obrany Jana Černochová, distancovala se od Svobodových výroků jménem celého rezortu, pozvala si ho na rozhovor a ukázala mu 200 fotografií zabitých ukrajinských sportovců. Navrhla, že jako trest by Svoboda mohl jet pomáhat s výcvikem ukrajinských vojáků aby změnil názor.
Svoboda se za své výroky omluvil a veřejně žádal o odpuštění, za což sklidil kritiku od lidí, kteří jeho původní prohlášení vítali. Na svou funkci v komisi rezignoval, s tím, že „dvojrole vojáka a zástupce sportovců v komisi nejde dohromady“. Ředitel Dukly Pavel Benc oznámil, že Svoboda dostane písemnou důtku, neboť nedbal povinnosti „chovat se i mimo službu tak, aby neohrozil vážnost a důvěryhodnost ozbrojených sil“.
Dne 17. července 2024 rezignoval na členství v komisi sportovců Českého olympijského výboru. 

## Vltava Run 2023
Spolu se svým bratrem Tomášem dělal kapitána týmu Kalokagathia Aliance během 360km štafetového závodu Vltava Run ze Šumavy do Prahy, který proběhl 13.–14. května 2023. Tento závod vyhráli s malým rozdílem 93 sekund při účasti více než 300 týmů. Staly se terčem kritiky za jednání proti fair play za to, že na jednom z úseků předem naplánovali výměnu běžce a tím v důsledku dosáhli vítězství v závodě. Podle bratrů Svobodových byl jejich postup v souladu s pravidly závodu, neboť šlo o výměnu zraněného běžce.

## Filmografie

### Televize
- 2018 – StarDance …když hvězdy tančí (9. řada, TV pořad)
- 2019 – Tajemství těla (TV pořad)
- 2021 – Rakouskem svobodně a aktivně (TV pořad)